# Longny les Villages
Longny les Villages ist eine französische Gemeinde mit 2.826 Einwohnern (Stand 1. Januar 2022) im Département Orne in der Region Normandie. Sie gehört zum Arrondissement Mortagne-au-Perche und zum Kanton Tourouvre au Perche.
Sie entstand mit Wirkung vom 1. Januar 2016 als Commune nouvelle durch die Zusammenlegung der bisherigen Gemeinden Longny-au-Perche, La Lande-sur-Eure, Malétable, Marchainville, Monceaux-au-Perche, Moulicent, Neuilly-sur-Eure und Saint-Victor-de-Réno, die in der neuen Gemeinde den Status einer Commune déléguée haben. Der Verwaltungssitz befindet sich im Ort Longny-au-Perche.

## Gliederung
| Ortsteil                           | ehemaliger INSEE-Code | Fläche (km²) | Einwohnerzahl zum 1. Januar 2022 |
| ---------------------------------- | --------------------- | ------------ | -------------------------------- |
| Longny-au-Perche (Verwaltungssitz) | 61230                 | 39,13        | 1.255                            |
| La Lande-sur-Eure                  | 61220                 | 15,78        | .0179                            |
| Malétable                          | 61247                 | 04,89        | .0159                            |
| Marchainville                      | 61250                 | 21,61        | .0207                            |
| Monceaux-au-Perche                 | 61280                 | 03,15        | .0080                            |
| Moulicent                          | 61296                 | 33,41        | .0232                            |
| Neuilly-sur-Eure                   | 61305                 | 21,47        | .0608                            |
| Saint-Victor-de-Réno               | 61458                 | 12,32        | .0167                            |